# 館山海軍航空隊

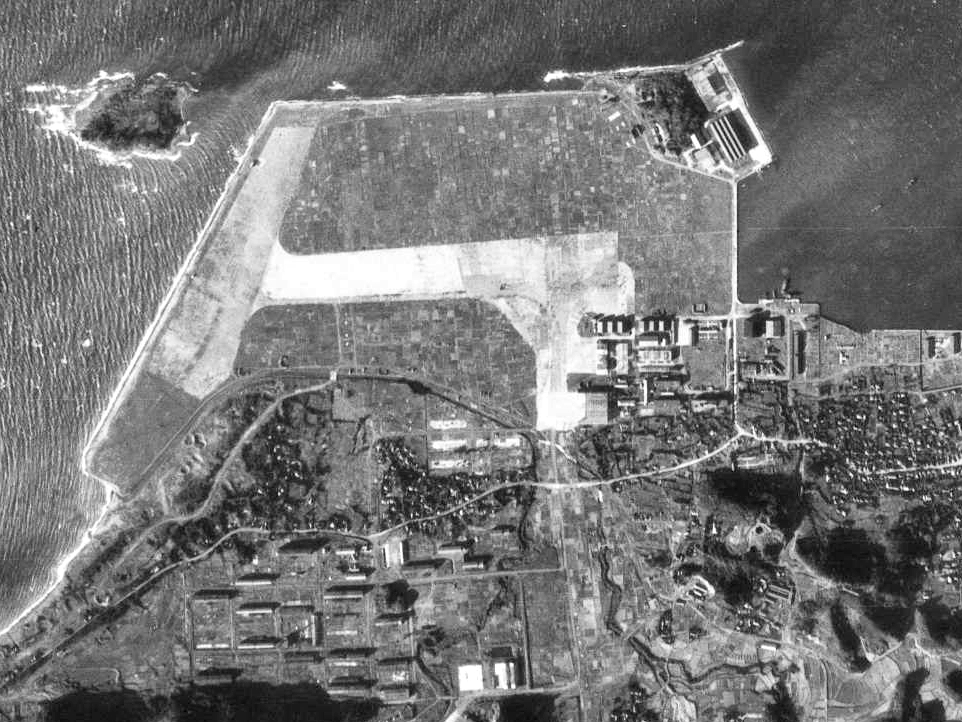
館山航空基地の空中写真（1947年）

館山海軍航空隊（たてやまかいぐんこうくうたい）は日本海軍の部隊の一つ。横須賀海軍航空隊の機能分散を図るため、関東各地に設置された初期の航空隊のひとつで、東日本の近距離哨戒・近距離対艦迎撃のために設置された。1944年（昭和19年）12月15日に、東日本の哨戒航空隊を統合した第九〇三海軍航空隊（だい903かいぐんこうくうたい）の主力隊に変容した。また、九〇三空に統一された後にも、二代目の館山空が設置された。本稿では統合後の九〇三空と二代目館山空も合わせて述べる。

## 沿革
横空は海軍初の航空隊であったため、研究・教育・作戦のすべてを一手に引き受けていた。航空戦力の拡大を図る中で、横空の拡張も限界に達しつつあった。大正11年に霞ヶ浦海軍航空隊を開いたことを機に、教育・訓練部を霞空に移譲した。これに続き、1930年（昭和5年）、千葉県安房郡館山町の浅瀬に造成した館山飛行場が完成したことを機に、実戦部隊を新設するとともに、横空の作戦部隊を移転させた。これにより、横空は研究航空隊に特化し、昭和7年に航空廠を併設することとなった。館山空は実戦部隊として機能したが、昭和11年に長距離作戦が可能な木更津海軍航空隊が設置されると、外戦作戦任務を木空に移し、内戦作戦部隊に転換した。

### 太平洋戦争以前
- 1930年（昭和5年）6月1日 - 開隊。横須賀鎮守府隷下。艦上攻撃機・水上偵察機を装備。
- 1935年（昭和10年）12月頃 - 駆逐艦沢風、練習艦に転用。館空の訓練・救難に従事。
- 1936年（昭和11年）4月1日 - 木更津海軍航空隊開隊。館空は内戦作戦、木空は外戦作戦を分担。
- 1937年（昭和12年）8月13日 - 日華事変拡大に際し、第二三航空隊を臨時編制、4機抽出。上海に派遣。

### 太平洋戦争時の年譜
- 1941年（昭和16年）

12月9日 - 連合艦隊出撃に際し、東京湾口200海里圏内対潜哨戒に従事。以後、艦隊・船団の東京湾口前路哨戒に従事。
- 1942年（昭和17年）

1月1日 - ハワイ沖哨戒中の潜水艦部隊が敵機動部隊の出撃を報告、東京湾口沖警戒。
3月4日 - 南鳥島を敵機動部隊が空襲。迎撃のため待機。この頃より沢風は船団護衛に転用。
4月1日 - 編成変更。攻撃機を36機に増強、戦闘機隊24機を追加。
4月18日 - ドーリットル空襲。近海で索敵。
7月10日 - 編成変更。戦闘機隊転出。
10月21日 - 通商破壊の激化により、松島・百里原・豊橋へ艦攻分遣隊を派遣。
10月以降 -（時期の詳細不明） 映画『ハワイ・マレー沖海戦』の撮影に協力。
- 1943年（昭和18年）

1月30日 - 松島分遣隊、金華山沖で潜水艦を攻撃。
4月27日 - 山田湾に水偵分遣隊を派遣。
7月26日 - 豊橋分遣隊、豊橋海軍航空隊に協力して大王崎沖で潜水艦を攻撃。
7月31日 - 豊橋分遣隊、豊橋空に協力して御前崎沖で潜水艦を攻撃。
8月31日 - 豊橋分遣隊、熊野灘で潜水艦を攻撃。
9月18日 - 豊橋分遣隊、熊野灘の対潜掃討作戦に協力。
- 1944年（昭和19年）

1月28日 - 松島分遣隊・山田湾分遣隊、福島沖で潜水艦発見。
3月4日 - 松島分遣隊、金華山沖で潜水艦発見。
4月1日 - 編成変更。艦攻隊を24機に削減し水偵隊を24機に強化、東海12機を新設。英虞湾に分遣隊派遣。
6月2日 - 山田湾分遣隊、三陸沖で潜水艦を攻撃。
6月20日 - 「東号作戦」発動。館山を中心に関東各地に展開。
11月11日 - 本隊、八丈島で敵潜水艦を攻撃。
12月12日 - 豊橋分遣隊、御前崎沖で敵潜水艦を攻撃。

### 第九〇三海軍航空隊
1944年（昭和19年）12月15日をもって、日本各地で対潜哨戒を担当していた航空隊は、東日本の九〇三空と西日本の第九五一海軍航空隊に集約されることとなった。館空とともに編入されたのは、以下の航空隊である。九〇三・九五一空と第九〇一海軍航空隊の3個隊は、大量の哨戒機と広大な哨戒区域をカバーすることから、例外的に「司令官」が配置された。
- 大湊海軍航空隊…大湊警備府隷下の航空隊で、太平洋戦争時は北海道各地に分遣隊を設置するとともに、三陸沖の対潜掃討に従事し、すべての対潜航空隊の中でも突出した戦果を挙げている。
- 父島海軍航空隊…横鎮隷下の航空隊で、長らく小笠原諸島の対潜哨戒に当たってきたが、1944年（昭和19年）6月からの断続的な父島空襲によって、編入当時は稼働機が払底し、戦力とはならなかった。
- 串本海軍航空隊…横鎮隷下の航空隊で、内戦作戦対潜哨戒部隊の中でも最も新しい。熊野灘沖での対潜哨戒に従事していたが、大阪警備府の管轄区と接するため、連携がうまくいかないことも多かった。
- 小松島海軍航空隊…本来は水偵要員の練習航空隊だが、対戦中に対潜哨戒任務を分担し、うやむやのうちに実施部隊へと変貌した。紀淡海峡の管制を主任務とし、大阪警備府部隊の主力航空隊であった。

九〇三空独自の行動は資料に乏しい。1945年度（昭和20年度）の対潜哨戒は、最後に残された対馬海峡横断航路の死守に主眼が移ったため、九〇一空・九五一空が主役となっている。九〇三空の大規模な作戦は、2月14日に下令された「S21作戦」である。鳥島西方海上で監視任務に当たっていた第三監視艇隊は、敵潜水艦の奇襲浮上砲撃によって被害が続出していた。この被害を阻止するために九〇三空は派遣されたが、戦果を挙げることなく作戦は終わった。
九〇三空は残された北方航路の護衛のために北海道へ撤退した。5月5日に大湊警備府附属に移り、大湊に司令部を置いた上で、山田湾・厚岸・稚内・美幌飛行場に展開し、終戦まで細々と警戒に従事した。

## 主力機種
- 歴代の各種水上偵察機。
- 九三式陸上攻撃機
- 九六式陸上攻撃機
- 九六式艦上戦闘機
- 九七式艦上攻撃機
- 東海

## 歴代司令・司令官
- 堤政夫 大佐：1930年6月1日 - 1931年11月14日
- 近藤英次郎 大佐：1931年11月14日 - 1932年12月1日[1]
- 堀江六郎 大佐：1932年12月1日 -
- 松永寿雄 大佐：1934年11月1日 - 1935年11月15日[2]
- 別府明朋 大佐：1935年11月15日 - 1936年11月16日[3]
- 戸塚道太郎 大佐：1936年11月16日 - 1937年7月11日[4]
- 大野一郎 大佐：1937年9月25日 - 1938年4月25日[5]
- 別府明朋 大佐：1938年4月25日 - 1939年11月15日[6]
- 竹中龍造 大佐：1939年11月15日 - 1940年10月15日[7]
- 大林末雄 大佐：1940年10月15日 - 1941年1月25日[8]
- 藤松達次 中佐：1941年1月25日[8] - 1941年9月15日[9]
- 菊池朝三：1941年9月15日 -
- 安藤栄城 大佐：1942年3月20日 -
- 山県駿二：1942年8月15日 -
- 藤田元成：1943年1月22日 -
- 高橋農夫吉 大佐：1943年10月1日 -
- 中村達夫：1944年6月10日 -
- 野元為輝 少将：1944年12月15日 - 戦後解隊 …司令官

## 二代館山海軍航空隊
鬼塚武二大佐を司令として、1945年（昭和20年）3月15日に開かれた最後の内戦航空隊である。陸上攻撃機の完熟訓練と水上偵察機による東京湾口哨戒を主任務としていたが、すでに燃料不足や2月16日以降の館山飛行場空襲によって、任務を果たすことはできない状況にあった。館山には他にも実施部隊や特攻訓練部隊が常駐していたため、活動は停滞していた。

## 戦後の館山飛行場
- 1945年（昭和20年）
  - 8月15日 - 終戦。
  - 8月28日 - 連合国軍総司令部から日本政府宛てに「占領軍本隊であるアメリカ陸軍第8軍の一部は9月1日に館山海軍航空隊に進駐」と打電。
  - 8月31日 - アメリカ海兵隊員235名から成る占領軍の先遣隊が上陸。台風接近のため「上陸予定の第8軍の一部はその主力の上陸を館山においては9月3日に変更」と日本政府が発表。
  - 9月3日 - 午前9時20分、アメリカ陸軍第8軍第11軍団第112騎兵連隊戦闘団約3,500人が上陸。司令官カニンガム准将は「米軍ニヨル館山湾地区ノ占領」と題された6項目から成る指令を発出。外務省館山終戦連絡委員会はアメリカ太平洋陸軍（AFPAC）司令官に対し抗議の覚書を提出、4日後の9月7日に軍政解除。
- 1948年（昭和23年）6月30日 - 当日から1955年（昭和30年）8月1日まで千葉県立安房水産高等学校が当施設の一部を使用した。
- 1953年（昭和28年）9月16日 - 保安庁館山航空隊開隊。以降は海上自衛隊館山航空基地を参照。